# Aleochara lata
Aleochara lata är en skalbaggsart som beskrevs av Johann Ludwig Christian Gravenhorst 1802. Aleochara lata ingår i släktet Aleochara och familjen kortvingar. Inga underarter finns listade i Catalogue of Life.

## Bildgalleri

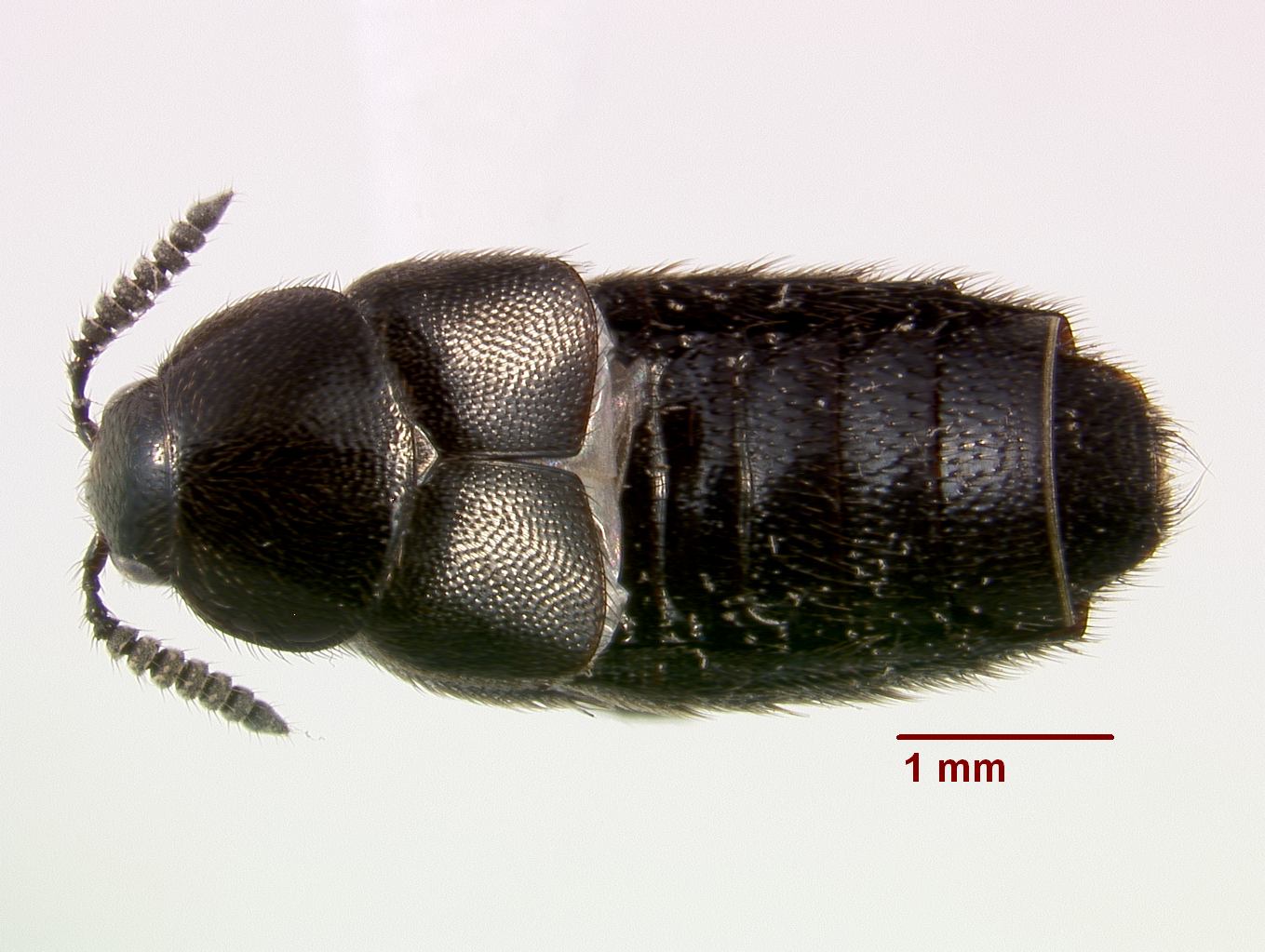